# Албалат-делс-Таронджерс
Албалат-делс-Таронджерс, Альбалат-де-Тарончерс (валенс. Albalat dels Tarongers (офіційна назва), ісп. Albalat de Taronchers) — муніципалітет в Іспанії, у складі автономної спільноти Валенсія, у провінції Валенсія. Населення — 1137 осіб (2010).

## Географія
Муніципалітет розташований на відстані близько 300 км на схід від Мадрида, 25 км на північ від Валенсії.

## Демографія
Динаміка населення (INE ):

## Галерея зображень

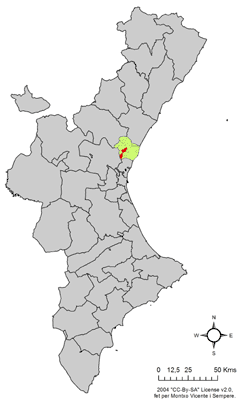
Розташування муніципалітету Албалат-делс-Таронджерс у автономній спільноті Валенсія
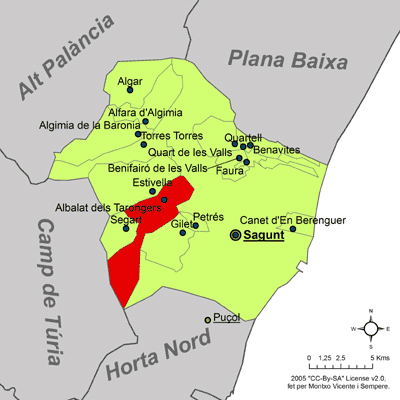
Розташування муніципалітету Албалат-делс-Таронджерс у комарці Кампо-де-Морведре
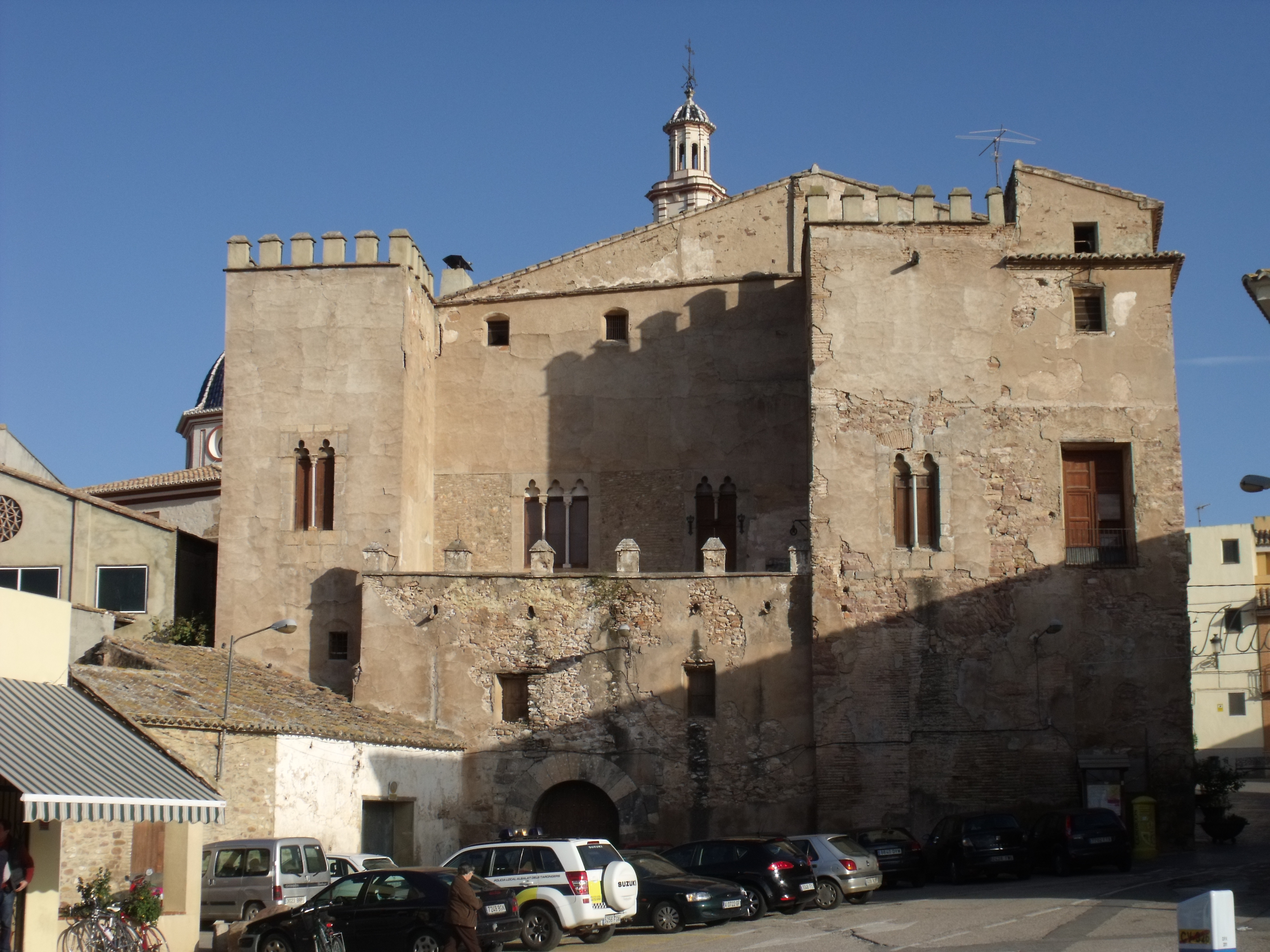
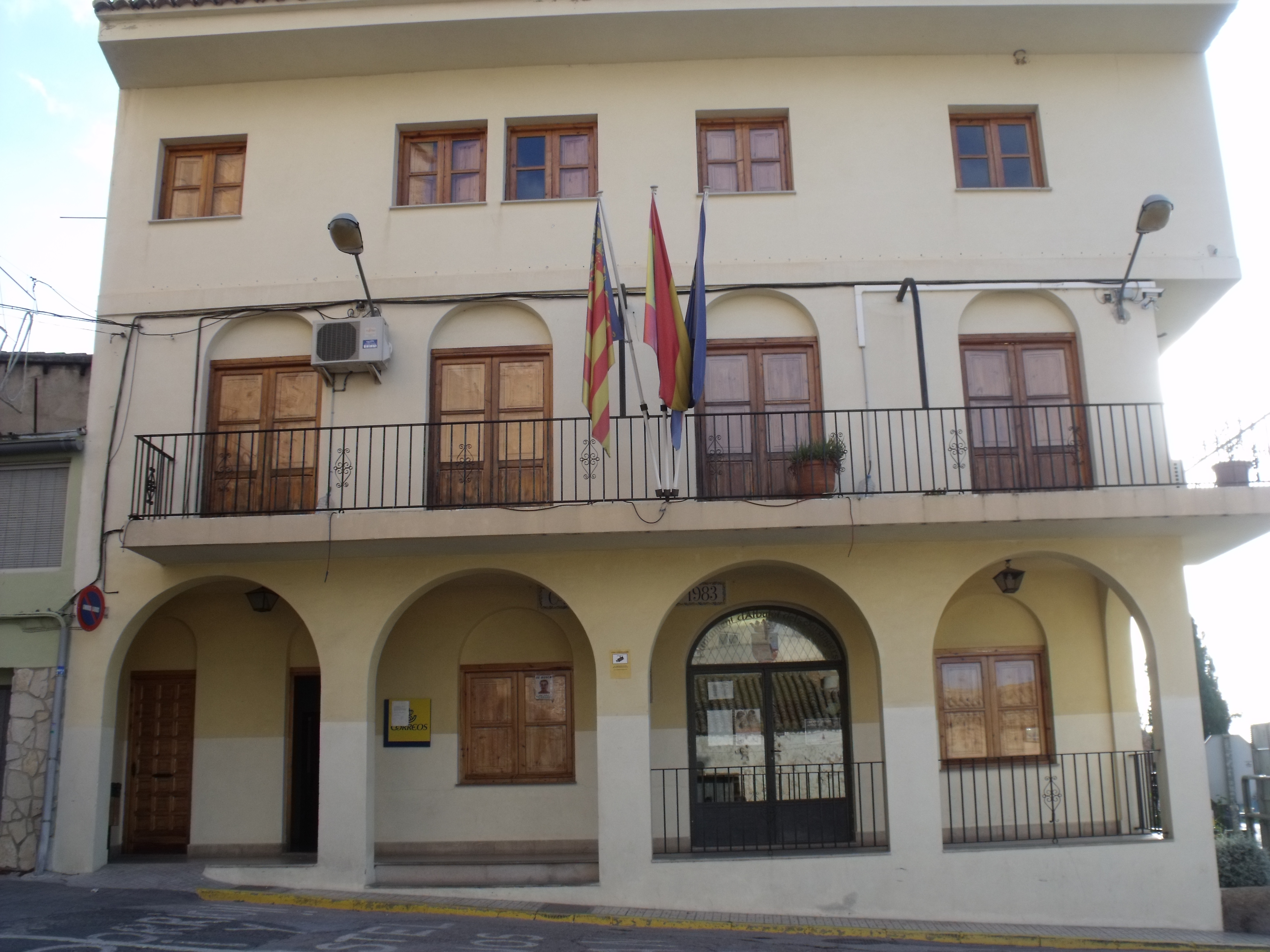